# Santarém, Brazilia
Santarém este un oraș din statul Pará, Brazilia.
1. ↑   https://it-ch.topographic-map.com/map-c3243q/Santar%C3%A9m/?zoom=19&center=-2.43867%2C-54.71549&popup=-2.43853%2C-54.71559 Lipsește sau este vid: |title= (ajutor)
2. ↑   https://data.iana.org/time-zones/tzdb-2021e/southamerica Lipsește sau este vid: |title= (ajutor)